# Pirttivesi
Pirttivesi eller Pirttijärvi är en sjö i Finland. Den ligger i kommunen Sievi i landskapet Norra Österbotten, i den centrala delen av landet, 400 km norr om huvudstaden Helsingfors. Pirttivesi ligger 126,6 meter över havet. Arean är 29,3 hektar och strandlinjen är 3,3 kilometer lång. Sjön  ingår i Kalajoki älvs huvudavrinningsområde.   I omgivningarna runt Pirttivesi växer i huvudsak blandskog.